# Терребонн (Орегон)
Терребонн (англ. Terrebonne) — переписна місцевість (CDP) в США, в окрузі Дешутс штату Орегон. Населення — 1393 особи (2020).

## Географія
Терребонн розташований за координатами 44°21′12″ пн. ш. 121°10′51″ зх. д. / 44.35333° пн. ш. 121.18083° зх. д. (44.353346, -121.180830).  За даними Бюро перепису населення США в 2010 році переписна місцевість мала площу 2,63 км², уся площа — суходіл.

## Демографія
Згідно з переписом 2010 року, у переписній місцевості мешкало 1257 осіб у 466 домогосподарствах у складі 357 родин. Густота населення становила 478 осіб/км².  Було 524 помешкання (199/км²).
Расовий склад населення:
| - 90,4 % — білих - 1,5 % — корінних американців - 0,4 % — чорних або афроамериканців - 0,4 % — азіатів - 0,1 % — вихідців з тихоокеанських островів - 4,7 % — осіб інших рас |

До двох чи більше рас належало 2,5 %. Частка іспаномовних становила 8,8 % від усіх жителів.
За віковим діапазоном населення розподілялося таким чином: 26,7 % — особи молодші 18 років, 60,6 % — особи у віці 18—64 років, 12,7 % — особи у віці 65 років та старші. Медіана віку мешканця становила 37,4 року. На 100 осіб жіночої статі у переписній місцевості припадало 98,6 чоловіків;  на 100 жінок у віці від 18 років та старших — 100,0 чоловіків також старших 18 років.
За межею бідності перебувало 15,1 % осіб, у тому числі 11,7 % дітей у віці до 18 років та 0,0 % осіб у віці 65 років та старших.
Цивільне працевлаштоване населення становило 543 особи. Основні галузі зайнятості: роздрібна торгівля — 30,6 %, виробництво — 12,3 %, освіта, охорона здоров'я та соціальна допомога — 12,0 %.